# Nedroledon maculatus
Nedroledon maculatus là một loài côn trùng trong họ Myrmeleontidae thuộc bộ Neuroptera. Loài này được Zakharenko miêu tả năm 1990.